# Apogonia fuscescens
Apogonia fuscescens är en skalbaggsart som beskrevs av Moser 1917. Apogonia fuscescens ingår i släktet Apogonia och familjen Melolonthidae. Inga underarter finns listade i Catalogue of Life.